# Hellions
De Hellions is de naam van verschillende teams van zowel superhelden als superschurken uit de strips van Marvel Comics. Elk team bestond geheel uit mutanten. Deze teams komen vaak voor in de strips van de X-Men

## Originele Hellions
De originele en bekendste groep van Hellions waren de studenten van Emma Frost, en leerlingen van de Hellfire Club. Dit was een superschurkenteam. Ze kregen les van Emma (toen nog bekend als White Queen) op haar mutantenschool Massachusetts Academy. Dit team was lange tijd vaste vijand van de New Mutants. Vrijwel alle leden van dit Hellions team werden vermoord door de tijdreizende mutant Trevor Fitzroy en een groep Sentinels. White Queens schuldgevoel over de dood van de Hellions leidde ertoe dat ze zich bekeerde en bij de X-Men aansloot.
Dit Hellions team bestond uit:
- Beef (Buford Wilson) – bezit bovenmenselijke kracht en weerstand tegen verwondingen.
- Bevatron (Fabian Marechal-Julbin) – kan krachtige bioelektrische schoten genereren uit zijn lichaam.
- Catseye (Sharon Smith) – kon veranderen in een paarse katachtige of semi-katachtige vorm.
- Empath (Manuel de la Rocha) – kon emoties van anderen voelen en beheersen. *Jetstream (Haroun ibn Sallah al-Rashid) – kon biothermische energie opwekken die hem in staat stelde te vliegen en razendsnel te bewegen.
- Roulette (Jennifer Stavros) – had de gave om kansen te doen keren, vaak via gekleurde schijven.
- Tarot (Marie-Ange Colbert) – kon de afbeeldingen op haar tarotkaarten werkelijkheid maken.
- Thunderbird (James Proudstar) – bezit bovenmenselijke kracht, snelheid en zintuigen + de gave om te vliegen.
- Firestar (Angelica Jones) – in staat magnetron straling te genereren en manipuleren. Kon vliegen en alles doen ontbranden of ontploffen.
- Magma (Amara Juliana Olivians Aquilla) – kon de tektonische platen beheersen en zo kleine aardbevingen en minivulkaanuitbarstingen opwekken.

De leden van de New Mutants werden ook tijdelijk naar de Massachusetts Academy gestuurd door Magneto (die toen tijdelijk de leiding had over Xavier's school). Dit omdat hij vond dat de studenten wat fysieke training nodig hadden van White Queen.
Alleen Thunderbird II, Firestar, Empath, Magma, en Tarot overleefden de aan val van de aanval van Fitzroy en de Sentinels.

## Tijdelijke groep van nieuwe Hellions
De volgende groep die zichzelf de Hellions of New Hellions noemde werd opgericht door de parasiet Emplate om het Generation X team aan te vallen. Dit team verscheen slechts eenmaal in de strips. Leden waren onder andere Vincente, Bulwark, Gayle Edgerton, Chamber, D.O.A. en Murmur.

## De New Hellions
Het officiële tweede Hellions team, dat eveneens de naam "New Hellions" gebruikte, werd georganiseerd om X-Force te bevechten.
Leden waren:
- King Bedlam (Christopher Aaronson) – De leider en broer van X-Force-lid Bedlam.
- Tarot (Mari-Ange Colbert)
- Magma (Amara Juliana Olivians Aquilla)
- Feral (Maria Callasantos)
- Paradigm
- Switch (Devon Alomar)

## Het Hellions team van Xavier Institute
Een nieuwe groep Hellions debuteerde in New Mutants (vol. 2) #10 (en kregen officieel de naam Hellions in New X-Men: Academy X #2). Deze groep bestond uit studenten van Xaviers school, onder leiding van Emma Frost. De leden waren:
- Hellion (Julian Keller) – Teamleider met telekinetische krachten.
- Mercury (Cessily Kincaid) – kan veranderen in vloeibaar kwik.
- Rockslide (Santo Vaccarro) – een mutant met een lichaam van steen.
- Dust (Sooraya Qadir) – kan haar gehele lichaam in zand veranderen.
- Wither (Kevin Ford) – kan organisch materiaal doen desintegreren door het enkel aan te raken.

Voormalige leden:
- Icarus
- Specter (Dallas Gibson)
- Tag (Brian Cruz)

Na de House of M verhaallijn waarin Scarlet Witch duizenden mutanten machteloos maakte, behielden slechts 27 van de 182 studenten op Xaviers school hun krachten. De overgebleven mutanten werden in een team samengebracht. Hoewel van de New Mutants bijna alle leden hun krachten verloren, onderging van de Hellions alleen Tag dit lot.